# استانیسلاو شوشکویچ
استانیسلاو شوشکویچ ((به بلاروسی: Станісла́ў Станісла́вавіч Шушке́віч)؛ زادهٔ ۱۵ دسامبر ۱۹۳۴ – درگذشتهٔ ۳ مهٔ ۲۰۲۲) سیاست‌مدار اهل بلاروس بود.
وی اولین رئیس شورای عالی بلاروس پس از فروپاشی اتحاد جماهیر شوروی از سال ۱۹۹۱ تا ۱۹۹۴ بود. شوشکویچ همچنین برندهٔ جوایزی همچون نشان افتخار آزادی رئیس‌جمهوری شده‌است.